# Jardín Botánico de San Diego
El Jardín Botánico de San Diego (en inglés, San Diego Botanic Garden), anteriormente denominado como Quail Botanical Gardens, es un jardín botánico de 12.1 hectáreas (30 acres) en Encinitas, California, EE. UU.
Este jardín botánico forma parte del BGCI (Botanic Gardens Conservation International, en español, Asociación Internacional para la Conservación de Jardines Botánicos). 
Su código de reconocimiento internacional como institución botánica (en el Botanical Gardens Conservation International BGCI), así como las siglas de su herbario es QUAIL.

## Localización
Quail Botanical Gardens P.O. Box 230005, Encinitas, San Diego County, California 92023-0005 United States of America-Estados Unidos de América.
Planos y vistas satelitales.33°17′59.9994″N 117°9′35.9994″O / 33.299999833, -117.159999833
El jardín se encuentra abierto al público diariamente. Se cobra el aparcamiento del vehículo. El nombre del jardín fue cambiado al actual en el 2009 para reflejar de un modo más preciso el estatus del jardín como una atracción regional de primer orden.

## Historia
Hasta 1957 los jardines fueron la finca privada de Ruth Baird Larabee, año en el que donó su casa y terrenos al condado de San Diego. 
La fundación que administraba la finca "Quail" (codorniz) como un jardín botánico «Quail Botanical Gardens Foundation» fue establecida en 1961.

## Colecciones

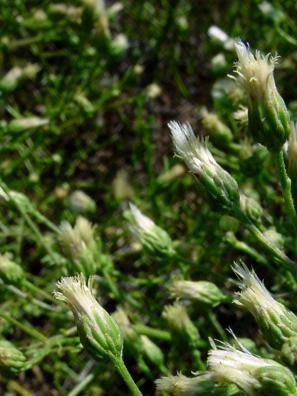
Baccharis vanessae conocida como "Encinitas baccharis", es una planta endémica del condado de San Diego.

El jardín alberga arboledas de bambús (las que pasan por ser la colección de bambú más grande de los Estados Unidos), jardines del desierto, plantas nativas tropicales, selva tropical, endémicas de California, paisajes de climas mediterráneos y un jardín de frutales subtropicales. 
Actualmente los jardines incluyen casi 3.000 variedades de plantas tropicales, subtropicales, y plantas nativas de California. 
Las colecciones incluyen los jardines en los que las plantas se agrupan en:
- Plantas de los desiertos del Nuevo Mundo, que incluyen variedades de Suramérica, Australia y América Central.
- Plantas de los desiertos del Viejo Mundo, con variedades de las Islas Canarias, Ciudad del Cabo (Sudáfrica) y otras zonas de África y Oriente Medio.
- Arbustos costeros, con plantas como Artemisia tridentata.
- Frutales subtropicales.
- Un pinetum, o arboreto de coníferas.
- Barranca de las palmas.
- El pantrópico, o selva tropical, con una cascada de 60 pies.
- El Pacífico.
- Colección de plantas de Madagascar.
- Himalayas.
- Mediterráneo, de un interés especial es el bosque maduro de alcornoques (Quercus suber). Hay senderos a través de un grupo de árboles torcidos y majestuosos cuya corteza se ha utilizado para hacer los corchos durante millares de años.
- Nueva Zelanda.

Entre las familias y géneros representados destacan:
Agavaceae, Arecaceae, Cactaceae, Cycadaceae, Malvaceae, Poaceae, Bambusa (22 spp., 31 taxones), Brugmansia (8 spp., 18 taxones), Chusquea (18 spp., 18 taxones), Phyllostachys (19 spp., 42 taxones), Capsicum (64 taxones), Hibiscus (97 taxones), árboles frutales semi-tropicales (80 ssp.)

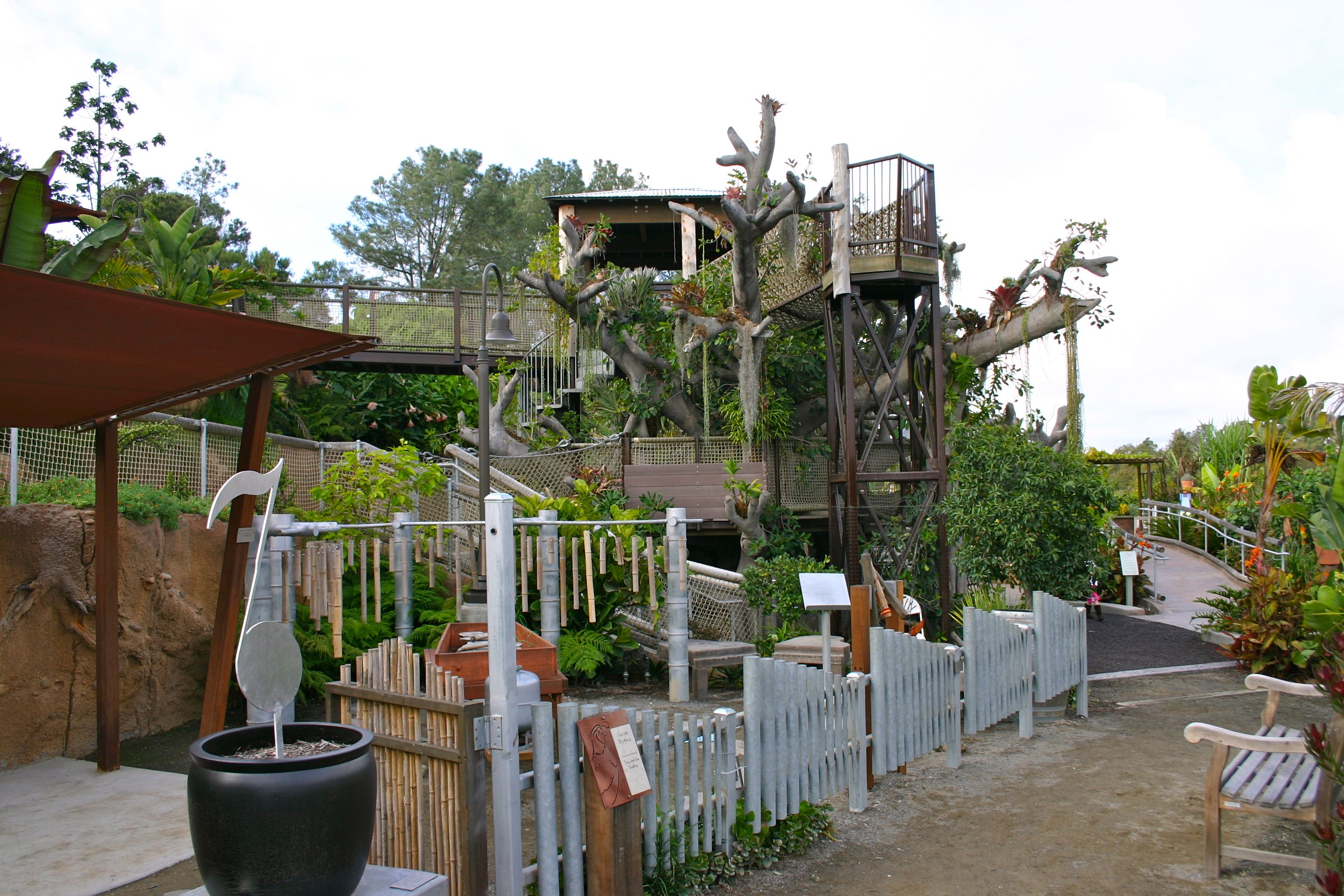
En el "Hamilton Children's Garden".
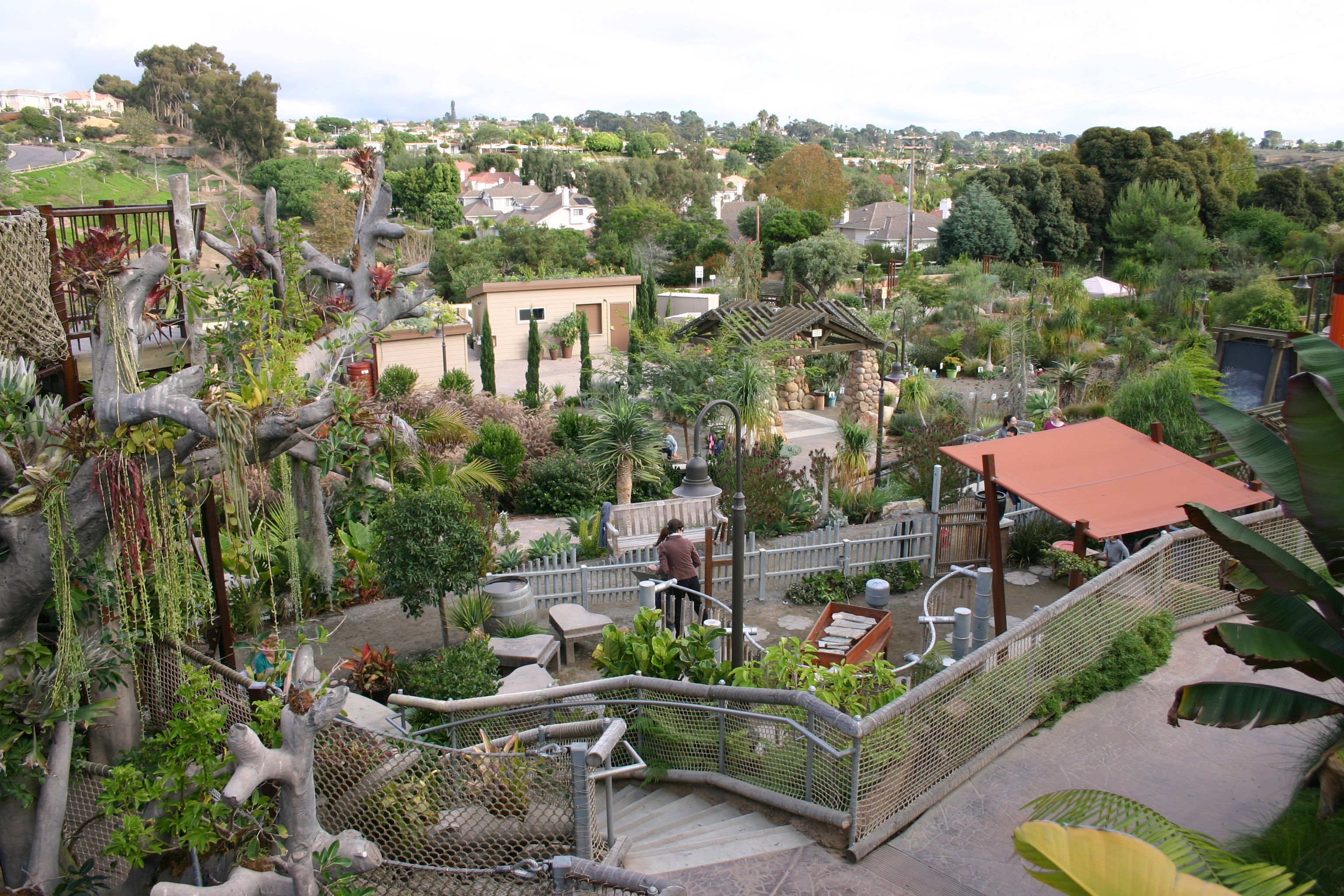
En el "Hamilton Children's Garden".
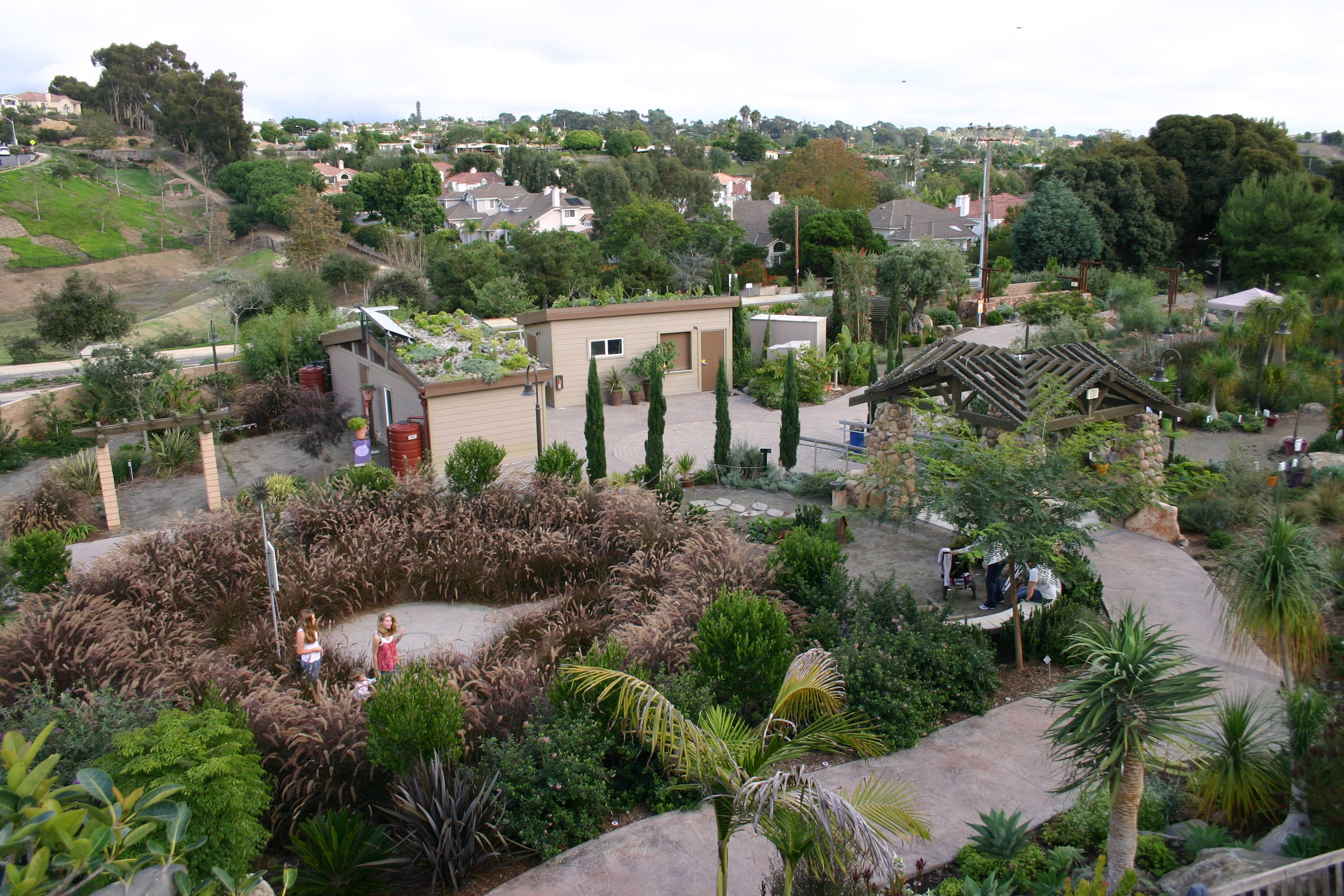
En el "Hamilton Children's Garden".
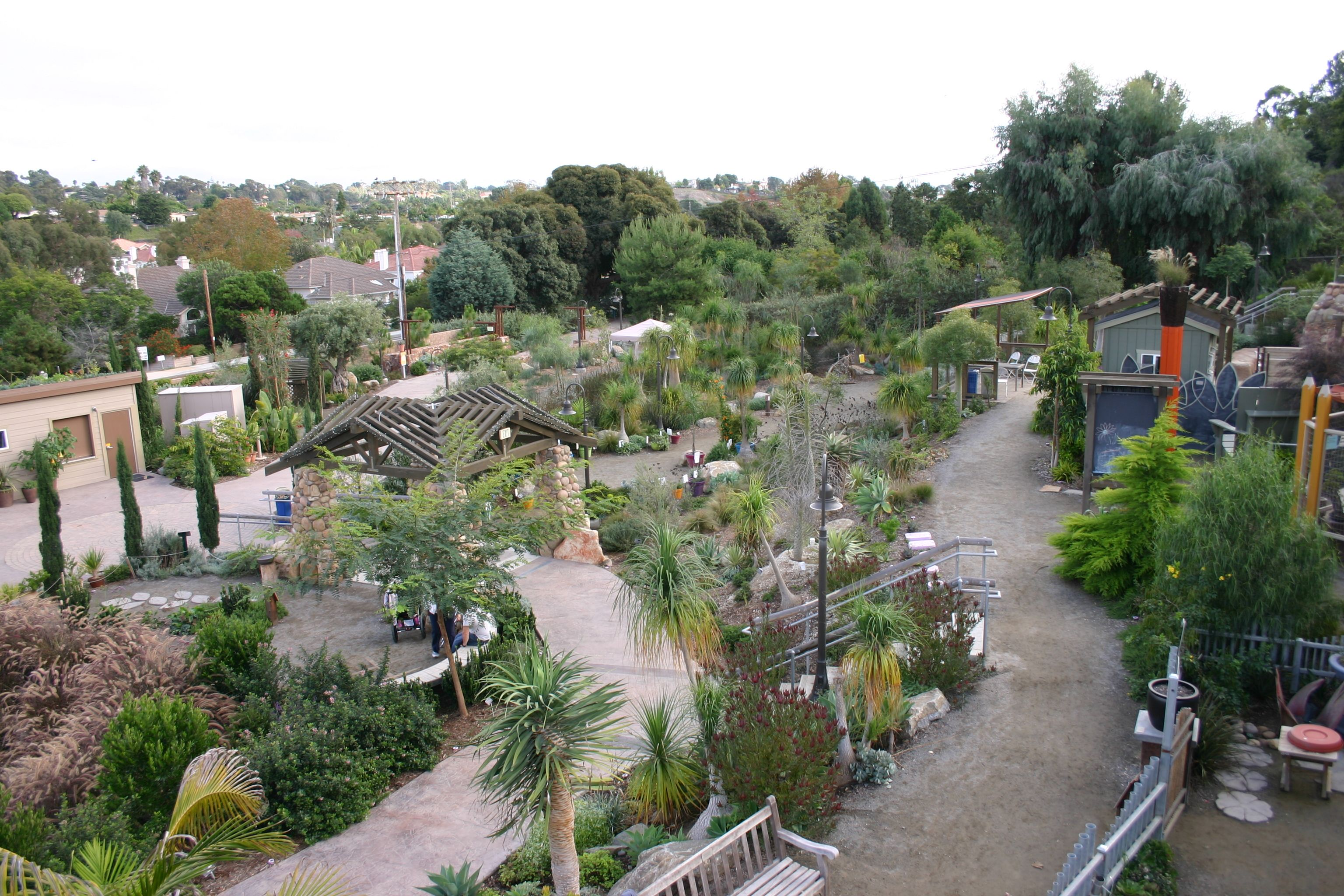
En el "Hamilton Children's Garden".